# Кэгон

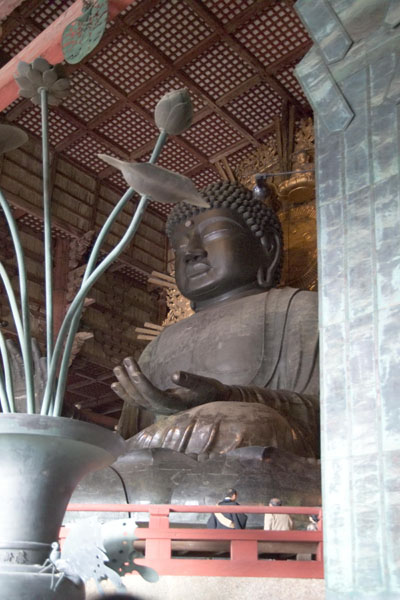
Большой деревянный Будда Вайрочана в храме Тодай-дзи в Нара, реликвия школы Кэгон

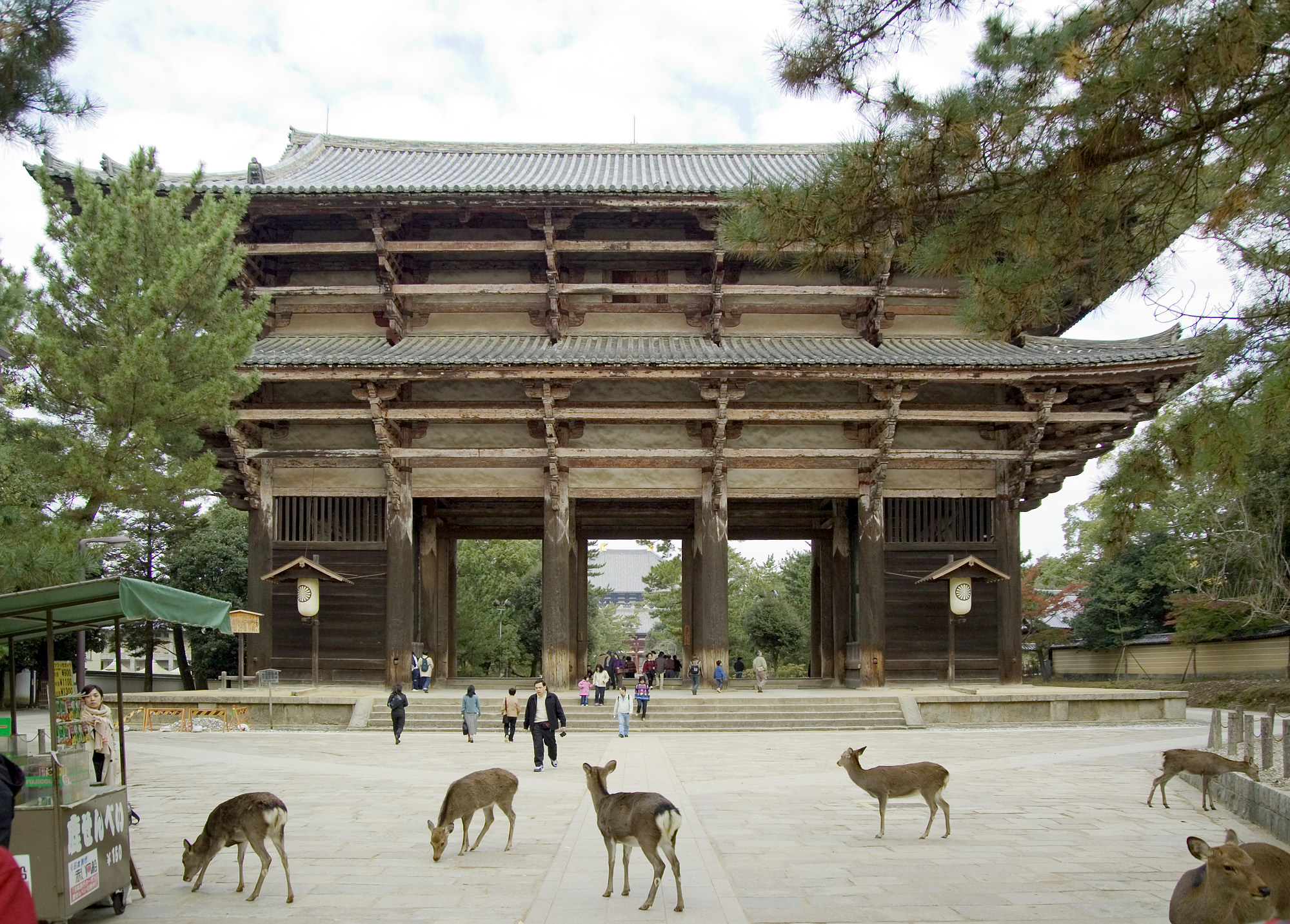
Ворота храма Тодай-дзи в Нара

Февральский павильон храма Тодай-дзи в Нара

павильон храма Тодай-дзи в Нара

Кэгон-сю (яп. 華厳宗, школа «Аватамсака-сутры») — буддийская школа в Японии, образовавшейся от одноимённой китайской школы Хуаянь посредством передачи от учителей из Кореи, где эта же школа называется «Хваом».
Изучение доктрин школы Хуаянь в Японии началось в 736 году, когда учёный буддийский монах Робэн (яп. 良辯) пригласил корейского учёного Симсанга (яп. 審祥 Синсё:) прочесть лекции по «Аватамсака-сутре» (яп.: Кэгонгё) в храме Консю-дзи (яп. 金鐘寺), где мир предстаёт в качестве «совершенного единого и нерасторжимого целого», а различные признаки взаимопроникают друг в друга, и таким образом абсолютный и феноменальный уровни не противостоят, а являют собой единый, неразделимый «мир дхарм».
Когда было завершено строительство Великого Будды (яп. 大仏) в храме Тодай-дзи (яп. 東大寺) в Нара, Робэн основал в этом храме традицию Кэгон-сю. Традиция Кэгон входит в число шести ранних школ японского буддизма периода Нара (奈良)
Позднее учение Кэгон распространял в Японии Мёэ (яп. 明惠)1173 — 1232, совместив оригинальную доктрину Кэгон с тантрическим направлением буддизма — Ваджраяной и Гёнэн (яп. 凝然), в таком виде традиция продолжалась в храме Тодай-дзи (яп. 東大寺) до настоящего времени. Это единственный храм в Японии, представляющий Кэгон.